# Wovon sollen wir träumen
Wovon sollen wir träumen ist ein Lied der deutschen Dance-Pop-Band Frida Gold. Das Stück ist die dritte Singleauskopplung aus ihrem Debütalbum Juwel.

## Entstehung und Artwork
Geschrieben wurde das Lied von Axel Bosse, Julian Cassel, Alina Süggeler und Andreas Weizel. Produziert wurde die Single von Alina Süggeler und Andreas Weizel. Gemastert wurde das Lied bei Sterling Sound in New York unter der Leitung von Tom Coyne; gemischt wurde die Single durch Moritz Enders. Die Single wurde unter dem Musiklabel Warner Music Group veröffentlicht. Auf dem Cover der Maxi-Single ist – neben Künstlernamen und Liedtitel – Süggelers Gesicht, vor einem schwarzen Hintergrund, zu sehen. Das Coverbild wurde vom deutschen Fotograf Alexander Gnädinger geschossen und von Katharina Coen designt.

## Veröffentlichung und Promotion
Die Erstveröffentlichung von Wovon sollen wir träumen erfolgte am 1. April 2011 in Deutschland, Österreich und der Schweiz. Die Single ist zum Download und als physischer Tonträger erhältlich. Die Maxi-Single beinhaltet neben der Single- auch eine Alternative- und zwei Remixversion, sowie das Musikvideo von Wovon sollen wir träumen und das Lied Nackt vor deiner Tür als B-Seite. Die Remixe stammen von Discotech und Michael Mind. Neben der regulären Maxi-Single folgte auch die Veröffentlichung einer 2-Track-Single, auf der die Lieder Wovon sollen wir träumen und Nackt vor deiner Tür zu finden sind.
Am 22. Dezember 2023 erschien eine Neuauflage unter dem Titel Wovon sollen wir träumen (so wie wir sind), bei der Frida Gold mit dem deutschen Rapper Disarstar und dem Produzententeam Jugglerz zusammenarbeiteten. Das Lied erschien als digitale Einzeltrack-Single und verfügt über neue Textpassagen.
Um das Lied zu bewerben, folgten unter anderem Liveauftritte zur Hauptsendezeit während der Echoverleihung 2012, der ESC Party 2011 und dem aktuellen Sportstudio. Im Juni und Juli 2011 war Wovon sollen wir träumen der offizielle Fansong des ZDFs, für die Übertragung der Fußball-Weltmeisterschaft der Frauen 2011. Nach jedem Übertragungstag folgte am Ende eine Zusammenfassung der fußballerischen Highlights, dieser war untermalt mit Wovon sollen wir träumen. Am 23. Juli 2021 traten Süggeler und Weizel mit einer akustischen Darbietung bei Wir halten zusammen! auf, einer Spendengala der ARD aufgrund des Hochwassers in West- und Mitteleuropa 2021.

## Hintergrundinformation
Bei diesem Stück arbeiteten Frida Gold zusammen mit dem deutschen Pop-Rock-Musiker Axel Bosse. Dabei handelt es sich nicht um die erste Zusammenarbeit von Bosse und Frida Gold, bereits 2009 veröffentlichten sie zusammen die Single Sommer lang. Dabei handelte es sich um die erste Singleveröffentlichung von Frida Gold. Zu diesem Zeitpunkt waren Frida Gold noch unter dem Bandnamen „Frida“ unterwegs.

## Inhalt
Der Liedtext zu Wovon sollen wir träumen ist in deutscher Sprache verfasst. Die Musik wurde von Julian Cassel, Alina Süggeler und Andreas Weizel, der Text von Axel Bosse und Alina Süggeler verfasst. Musikalisch bewegt sich das Lied im Bereich des Dance-Pop.
In einem Interview mit der All Access Lounge erklärten Frida Gold, dass Wovon sollen wir träumen das Gefühl einer Orientierungslosigkeit angesichts der Informationsflut und der vermeintlichen Freiheit unserer Zeit beschreibt. Sie versinken nicht im Selbstmitleid, sondern versuchen in den Zeilen Motivation zu kreieren und mit der klaren, offensiven Frage „Wovon soll ich träumen, so wie ich bin“ aktiv zu werden!

„Wovon sollen wir träumen?

So wie wir sind, so wie wir sind, so wie wir sind.

Woran können wir glauben?

So wie wir sind, das kommt und bleibt, so wie wir sind.“

## Musikvideo
Das Musikvideo zu Wovon sollen wir träumen feierte am 8. März 2011, auf YouTube, seine Premiere. Das Video wurde in zwei Drehtagen, an drei Drehorten im spanischen Antequera gedreht. Die Gesamtlänge des Videos beträgt 3:40 Minuten. Regie führte Hagen Decker, produziert wurde es von Marko Valic. Bis heute zählt das Video über 11,2 Millionen Aufrufe bei YouTube (Stand: November 2015). 2012 war das Musikvideo für einen ECHO Pop in der Kategorie „Bestes Video (national)“ nominiert.

## Mitwirkende
| Lied - Axel Bosse: Liedtexter - Julian Cassel: Gitarre, Komponist - Tom Coyne: Mastering - Moritz Enders: Abmischung - Thomas Holtgreve: Schlagzeug - Andre Pittelkau: Perkussion - Alina Süggeler: Gesang, Komponist, Liedtexter, Musikproduzent - Andreas Weizel: Keyboard, Komponist, Musikproduzent Unternehmen - Hagen Decker Produktion: Produktion - Sterling Sound: Mastering - Universal Music Publishing: Vertrieb - Warner Music Group: Musiklabel | Musikvideo - Hagen Decker: Regisseur - Teena Denzinger: Maskenbildner - Markus Görgens: Kameramann, Oberbeleuchter - Hendrik Holler: Koproduzent - Eric Mikhaelides: Beleuchter - Fernando Moleon: Kameraoperateur, Steadicam Operator - David Sorg: 2. Regieassistent - Marko Valic: Filmproduzent, 1. Regieassistent - Stephan Walsch: Digital Colorist - Rosa Werner: Standfotograf Artwork (Cover) - Katharina Coen: Artwork - Alexander Gnädinger: Fotograf |

## Kommerzieller Erfolg

### Chartplatzierungen
Wovon sollen wir träumen erreichte in Deutschland Position 19 der Singlecharts und konnte sich insgesamt 59 Wochen in den Charts halten. In Österreich erreichte die Single in drei Chartwochen Position 49 und in der Schweiz in einer Chartwoche Position 69 der Singlecharts. Wovon sollen wir träumen platzierte sich in den deutschen Jahrescharts von 2011 auf Position 47.
Für Frida Gold ist dies der zweite Charterfolg in Deutschland und Österreich, sowie der erste in der Schweiz. In Deutschland konnte sich bis heute keine Single von Frida Gold länger in den Charts platzieren, auch eine bessere Platzierung in den Jahrescharts gelang bis heute nicht. In Österreich und der Schweiz konnte sich bis heute keine Single höher in den Charts platzieren. Mit Wovon sollen wir träumen schafften es Frida Gold erstmals eine Single gleichzeitig in allen D-A-CH-Staaten zu platzieren.
| ChartsChartplatzierungen | Höchstplatzierung | Wochen |
| ------------------------ | ----------------- | ------ |
| Deutschland (GfK)        | 19 (59 Wo.)       | 59     |
| Österreich (Ö3)          | 49 (3 Wo.)        | 3      |
| Schweiz (IFPI)           | 69 (1 Wo.)        | 1      |

| ChartsJahrescharts (2011) | Platzierung |
| ------------------------- | ----------- |
| Deutschland (GfK)         | 47          |

### Auszeichnungen für Musikverkäufe
2011 wurde Wovon sollen wir träumen in Deutschland mit einer Goldenen Schallplatte für über 150.000 verkaufte Einheiten ausgezeichnet.

| Land/Region        | Auszeichnungen für Musikverkäufe (Land/Region, Auszeichnung, Verkäufe) | Verkäufe |
| ------------------ | ---------------------------------------------------------------------- | -------- |
| Deutschland (BVMI) | Gold                                                                   | 150.000  |
| Insgesamt          | 1× Gold ·                                                              | 150.000  |

## Coverversionen
- 2012: Jasmin Graf, sie sang das Lied in der zweiten Liveshow der Castingshow The Voice of Germany. Das Lied schaffte es aufgrund der hohen Downloadzahlen in die Charts, eine offizielle Singleveröffentlichung folgte bis heute nicht.
- 2013: Nica & Joe, sie nahmen das Lied für ihr zweites Studioalbum Magic Moments auf.